# Arnolds Heilmanis
Arnolds Heilmanis (deutsch: Arnold Heilmann, * 9. Junijul. / 22. Juni 1909greg. in Charkow; † unbekannt) war ein lettischer Fußballspieler deutschbaltischer Herkunft.

## Karriere und Leben
Arnolds Heilmanis wurde in der ukrainischen Stadt Charkiw geboren, das zur damaligen Zeit als Charkow Teil des Russischen Kaiserreichs war. Er war der Sohn des Buchhalters Gustavs Heilmanis (Gustav Heilmann, 1879–?). Sein Bruder Gustavs Heilmanis jun. (1904–?) spielte ebenfalls Fußball. Arnolds Heilmanis war mit Elīzi Jaunroze verheiratet, der Schwester des bekannten lettischen Fußballspielers Pauls Jaunroze. Im Jahr 1938 wurde ihre gemeinsame Tochter Franciska geboren. Im Jahr 1939 wurde Heilmanis im Zuge der sogenannten Umsiedlung der Deutsch-Balten offiziell aus der lettischen Staatsbürgerschaft entlassen. Diese Maßnahme stand im Zusammenhang mit dem deutsch-sowjetischen Nichtangriffspakt und der darauf folgenden Umsiedlungspolitik, das ethnische Deutsche aus den baltischen Staaten „heim ins Reich“ holte.

### Fußball
In den späten 1920er und frühen 1930er Jahren gehörte Heilmanis der ersten Mannschaft des LSB Riga in der Virslīga an, der höchsten Spielklasse im lettischen Fußball. Dort spielte er hauptsächlich auf der Position des Mittelfeldspielers.

## Weblink
- Lebenslauf bei kazhe.lv (lettisch)

| Personendaten    | Personendaten                 |
| ---------------- | ----------------------------- |
| NAME             | Heilmanis, Arnolds            |
| ALTERNATIVNAMEN  | Heilmann, Arnold              |
| KURZBESCHREIBUNG | lettischer Fußballspieler     |
| GEBURTSDATUM     | 22. Juni 1909                 |
| GEBURTSORT       | Charkiw, Gouvernement Charkow |
| STERBEDATUM      | im 19. oder 20. Jahrhundert   |